# NAD(P)+ transidrogenasi (B-specifica)
La NAD(P)+ transidrogenasi (B-specifica) è un enzima appartenente alla classe delle ossidoreduttasi, che catalizza la seguente reazione:
NADPH + NAD+ ⇄ NADP+ + NADH
L'enzima diAzotobacter vinelandii è una flavoproteina (FAD). È B-specifica rispetto sia al NAD+ che al NADP+. Agisce anche sugli deammino coenzimi.